# Могаричёв, Юрий Миронович
Юрий Миронович Могаричёв (укр. Юрій Миронович Могаричов; род. 10 марта 1964 или 1964, Геническ, Херсонская область) — советский, украинский и российский историк. Доктор исторических наук (1998), профессор. Заведующий кафедрой социального и гуманитарного образования Крымского республиканского института постдипломного педагогического образования. Автор более 300 научных и научно-популярных работ. Лауреат премии Автономной республики Крым (2009). Депутат Верховного Совета Автономной Республики Крым пятого созыва

## Биография
Родился 10 марта 1964 года в городе Геническ Херсонской области. В 1986 году окончил исторический факультет Симферопольского государственного университета им. М. В. Фрунзе (ныне — КФУ им. В. И. Вернадского). С сентября по октябрь 1984 года — лаборант экспедиции Института археологии Академии Наук Украинской ССР. С октября 1986 по октябрь 1994 года — младший научный сотрудник, заведующий отделом, заместитель директора по науке Бахчисарайского государственного историко-культурного заповедника. В октябре 1994 года — директор Научно-исследовательского центра Крымоведения при Государственном комитете Крыма по охране и использованию памятников истории и культуры. С октября 1994 по май 1998 года — председатель Республиканского комитета Автономной Республики Крым по охране и использованию памятников истории и культуры. С августа 1999 по сентябрь 2007 года — профессор Крымского экономического института Киевского национального экономического университета. С сентября 2007 года — профессор Крымского республиканского института постдипломного педагогического образования.
Был членом Всеукраинского объединения «Батькивщина». В 2006—2011 годах — депутат Верховного Совета Автономной Республики Крым пятого созыва. Секретарь депутатской фракции Верховной Рады Автономной Республики Крым «Блок Юлии Тимошенко». С октября 2009 по март 2010 года — председатель Постоянной комиссии Верховной Рады Крыма по культуре, делам молодежи и спорту.
После вхождения Крыма в состав Российской Федерации принял российское гражданство. Ведущий научный сотрудник Института археологии Крыма РАН. Член редколлегии научного журнала Института археологии Крыма РАН «История и археология Крыма».

## Научная деятельность
Кандидатскую диссертацию на тему: «Пещерные сооружения средневековых городищ Юго-Западного Крыма» защитил в специализированном ученом совете Института истории материальной культуры РАН (научный руководитель А. Г. Герцен). Кандидат исторических наук с 1992 года. В 1998 году там же защитил докторскую диссертацию на тему: «Византийская скальная архитектура Горного Крыма». Основной сферой научных интересов является: скальная архитектура средневекового Крыма, история Крымского полуострова «хазарского времени» (VIII—X вв.), история христианства в средневековом Крыму.

## Награды и звания
- Премия Автономной Республики Крым в номинации «Образование» за учебное пособие «Византийский Крым (Крым в VI—XII вв.)» (2009)
- Почётное звание «Заслуженный работник образования Автономной Республики Крым» (2011)[3].

## Семья
Женат. Сын — Константин Юрьевич Могаричев, кандидат исторических наук.

## Избранная библиография
- Пещерные сооружения средневековых городищ юго-западного Крыма (вопросы классификации, хронологии, интерпретации) // Проблемы истории «пещерных городов» в Крыму. Симферополь, 1992. С. 5 — 132;
- Пещерные церкви Таврики. Симферополь, 1997. 348 с;
- «Пещерные города» в Крыму. Симферополь, 2005. 192 с;
- Житие Иоанна Готского в контексте истории Крыма «хазарского периода». Симферополь, 2007. 346 с. (в соавторстве с А. В. Сазановым и А. К. Шапошниковым);
- Византийский Крым. (Крым в VI—XII вв.). Учебное пособие. Симферополь, 2008. 236 с;
- Житие Стефана Сурожского в контексте истории Крыма иконоборческого времени. Симферополь, 2009. 334 с. (в соавторстве с А. В. Сазановым, Е. В. Степановой, А. К. Шапошниковым);
- Жития епископов Херсонских в контексте истории Херсонеса Таврического. — Харьков, 2012. 416 с. (в соавторстве с А. В. Сазановым, Т. Э. Саргсян, С. Б. Сорочаном, А. К. Шапошниковым);
- Православные святые средневековой Тавриды. Симферополь, 2012.240 с; Средневековый Крым (VI — середина XIII в.): история, религия, культура. Симферополь, 2014. 240 с.;
- Крым в «хазарское» время (VIII — середина X вв.): вопросы истории и археологии. М: Неолит, 2017. 744 с. (в соавторстве с А. В. Сазановым и С. Б. Сорочаном);
- «Пещерные города» Горной Юго-Западной Таврики в описании А. С. Уварова. Симферополь: Бизнес-Информ, 2019.344 с.